# ヘンリ・ミトワ
ヘンリ・ミトワ（Henry Mittwer、1918年 - 2012年6月1日）は、ドイツ系アメリカ人と日本人とのハーフの臨済宗の僧侶、映画プロデューサー。

## 人物
1918年、横浜市根岸出身、父・米国映画会社極東支部長のドイツ系アメリカ人、母・芸者の日本人の3男。1940年に渡米し電気修理工をしていたが、太平洋戦争が勃発後の1942年に日系人強制収容所に収容、また同年結婚。終戦後の1952年より8年間、ロサンゼルスで電気技師をしていたが、1961年に単身来日し京都・妙心寺に住み込む。1973年には京都・天龍寺で僧侶になった。1996年より菊池寛著「赤い靴はいてた女の子」の映画化を志すが、未完成のまま、2012年逝去、享年93歳。2014年に企画・原案を担当した映画「ヘンリの赤い靴」公開。2017年には本人を主題にしたドキュメンタリー映画「禅と骨」が公開された。

## 著書
- 『祖国と母国のはざまで わが母影慕情』サンケイ出版, 1983
- 『嵐山のふもとから 楽書き集』編集工房ノア, 1992
- 『辞世の辞』水上勉共著. ビジネス社, 2003

## 映画
- 「動天」 - 1991年、宣教師役、スタッフとして通訳担当[1]。
- 「ヘンリの赤い靴」 - 2014年、企画・原案担当[1]。
- 「禅と骨」 - 2017年、ドキュメンタリー主題[1]。